# Sihal (Driuch)
Sihal o Subel (en árabe: الساحل‎, en francés: Sahel) es una localidad marroquí perteneciente al municipio de Dar el Quebdani, en la región Oriental. Desde 1912 hasta 1956 perteneció a la zona norte del Protectorado español de Marruecos.